# زیردریایی یو-۴۵۶
زیردریایی یو-۴۵۶ (به انگلیسی: German submarine U-456) یک زیردریایی است که طول آن ۶۷٫۱ متر (۲۲۰ فوت ۲ اینچ) می‌باشد. این زیردریایی در سال ۱۹۴۱ ساخته شد.